# Liste der Bodendenkmale in Heinsen
In der Liste der Bodendenkmale in Heinsen sind die Bodendenkmale der niedersächsischen Gemeinde Heinsen aufgeführt. Die Quelle ist der Denkmalatlas Niedersachsen. 

Heinsen im Landkreis Holzminden

Der Stand der Liste ist der 30. Januar 2025.

## Allgemein
In den Spalten finden sich folgende Informationen des Bodendenkmales:
| Lage         | geographische Koordinaten                                                           |
| Bezeichnung  | Bezeichnung lt. Denkmalatlas                                                        |
| Beschreibung | Beschreibung lt. Denkmalatlas                                                       |
| ID           | Objekt-ID                                                                           |
| Bild         | Bild, ggf. zusätzlich mit Link zu weiteren Fotos im Medienarchiv Wikimedia Commons. |

## Heinsen
| Lage                        | Bezeichnung           | Beschreibung                                                                             | ID       | Bild |
| --------------------------- | --------------------- | ---------------------------------------------------------------------------------------- | -------- | ---- |
| 51° 51′ 38″ N, 9° 24′ 22″ O | Heinsen 6, Grabhügel  | Durchmesser ca. 15 m und Höhe ca. 0,6 m.                                                 | 28968046 | BW   |
| 51° 51′ 32″ N, 9° 24′ 26″ O | Heinsen 7, Grabhügel  | Durchmesser ca. 15 m und Höhe ca. 0,7 m. Zentrale Eingrabung von 4 × 4 m; T. 0,5 m.      | 28968047 | BW   |
| 51° 51′ 27″ N, 9° 24′ 26″ O | Heinsen 8, Grabhügel  | Durchmesser ca. 15 m und Höhe ca. 0,6 m. Eingrabung von 3 × 3 m; T, 0,3 m.               | 28968050 | BW   |
| 51° 51′ 27″ N, 9° 24′ 27″ O | Heinsen 9, Grabhügel  | Durchmesser ca. 10 m und Höhe ca. 0,3 m.                                                 | 28968051 | BW   |
| 51° 52′ 14″ N, 9° 22′ 47″ O | Heinsen 17, Grabhügel | Durchmesser ca. 10 m und Höhe ca. 0,4 m. Annähernd rund.                                 | 28968044 | BW   |
| 51° 51′ 32″ N, 9° 24′ 41″ O | Heinsen 22, Grabhügel | Durchmesser ca. 10 m und Höhe ca. 0,3 m. Gleichmäßig flach gewölbt.                      | 28968052 | BW   |
| 51° 52′ 7″ N, 9° 27′ 1″ O   | Heinsen 53, Grabhügel | Durchmesser ca. 12 m und Höhe ca. 0,6 m. Kopfgroße plattige Kalksteine.                  | 28968187 | BW   |
| 51° 52′ 10″ N, 9° 26′ 45″ O | Heinsen 54, Grabhügel | Durchmesser ca. 10 m und Höhe ca. 0,7 m. Kopfgroße Kalksteine.                           | 28968188 | BW   |
| 51° 51′ 58″ N, 9° 26′ 40″ O | Heinsen 55, Grabhügel | Durchmesser ca. 12 m und Höhe ca. 0,8 m. Am O-Rand Einkuhlung, bis kopfgroße Kalksteine. | 28968189 | BW   |
| 51° 52′ 17″ N, 9° 26′ 48″ O | Heinsen 83, Grabhügel | Durchmesser ca. 7 m und Höhe ca. 0,4 m. Annähernd runder Steinhügel.                     | 36144761 | BW   |
| 51° 52′ 23″ N, 9° 26′ 40″ O | Heinsen 84, Grabhügel | Durchmesser ca. 8 m und Höhe ca. 0,4 m. Annähernd runder Steinhügel.                     | 36144797 | BW   |

### Heinsen 2
- ID:28967946
- Grabhügelfeld.

| Lage                        | Bezeichnung | Beschreibung                                                                         | ID       | Bild |
| --------------------------- | ----------- | ------------------------------------------------------------------------------------ | -------- | ---- |
| 51° 51′ 57″ N, 9° 22′ 17″ O | Heinsen 2   | Durchmesser ca. 8 m und Höhe ca. 0,7 m. Am Rand zwei leichte Störungen.              | 28967947 | BW   |
| 51° 51′ 56″ N, 9° 22′ 22″ O | Heinsen 3   | Durchmesser ca. 8 m und Höhe ca. 0,9 m. Hochgewölbt mit zentralen Kopfstich.         | 28968042 | BW   |
| 51° 51′ 56″ N, 9° 22′ 21″ O | Heinsen 4   | Durchmesser ca. 6 m und Höhe ca. 0,4 m. Unregelmäßige Form.                          | 28968043 | BW   |
| 51° 51′ 56″ N, 9° 22′ 20″ O | Heinsen 5   | Durchmesser ca. 12 m und Höhe ca. 0,5 m. Im Zentrum durch flache Eingrabung gestört. | 28968045 | BW   |

### Heinsen 24
- ID:28968053
- Das größte zusammenhängende Grabhügelfeld des Landkreise. Gruppe von 27 Grabhügeln, deren Durchmesser 4 – 18 m beträgt, die Höhe 20 – 80 cm. Die meisten Hügel weisen Zerstörungen durch Raubgrabungen auf.

| Lage                        | Bezeichnung | Beschreibung | ID       | Bild |
| --------------------------- | ----------- | --- | -------- | ---- |
| 51° 51′ 42″ N, 9° 26′ 23″ O | Heinsen 24  | Durchmesser ca. 10 m und Höhe ca. 0,5 m. Ungestört. | 28968048 | BW   |
| 51° 51′ 40″ N, 9° 26′ 26″ O | Heinsen 27  | Durchmesser ca. 10 m und Höhe ca. 0,6 m. Ungestörter Steinhügel. | 28968054 | BW   |
| 51° 51′ 34″ N, 9° 26′ 27″ O | Heinsen 28  | Durchmesser ca. 15 m und Höhe ca. 0,8 m. Flach gewölbt. | 28968057 | BW   |
| 51° 51′ 37″ N, 9° 26′ 36″ O | Heinsen 29  | Durchmesser ca. 13 m und Höhe ca. 0,7 m. | 28968059 | BW   |
| 51° 51′ 30″ N, 9° 26′ 22″ O | Heinsen 30  | Durchmesser ca. 7 m und Höhe ca. 0,5 m. Am westl. Rand ein Kopfstich mit Dm. ca. 3 m und T. ca. 0,2 m. | 28968062 | BW   |
| 51° 51′ 37″ N, 9° 26′ 20″ O | Heinsen 31  | Durchmesser ca. 10 m und Höhe ca. 0,2 m. Alter Kopfstich Dm. ca. 3 m und T. ca. 0,2 m. | 28968061 | BW   |
| 51° 51′ 43″ N, 9° 26′ 26″ O | Heinsen 32  | Durchmesser ca. 14 m und Höhe ca. 0,6 m. Alter Kopfstich Dm. ca. 4 m, T. ca. 0,2 m. | 28968063 | BW   |
| 51° 51′ 46″ N, 9° 26′ 24″ O | Heinsen 33  | Durchmesser ca. 9 m und Höhe ca. 0,5 m. Alter, zentralen Kopfstich, Dm. ca. 3 m, T. ca. 0,2 m. | 28968064 | BW   |
| 51° 51′ 45″ N, 9° 26′ 28″ O | Heinsen 34  | Durchmesser ca. 6 m und Höhe ca. 0,3 m. Nördl. und südöstl. je ein Steinhaufen. Der südöstl. ist ca. 2,5 m lang und 1,0 m breit. Es könnte sich bei den beiden periphären Steinsetzungen um Bestattungen handeln. Allerdings nicht ohne weitere Untersuchungen zu klären. | 28968066 | BW   |
| 51° 51′ 44″ N, 9° 26′ 29″ O | Heinsen 35  | Durchmesser ca. 8 m und Höhe ca. 0,4 m. Grenzt an Waldweg. | 28968056 | BW   |
| 51° 51′ 46″ N, 9° 26′ 29″ O | Heinsen 37  | Durchmesser ca. 12 m und Höhe ca. 0,6 m. Von mehreren Suchgräben zerwühlt. | 28968065 | BW   |
| 51° 51′ 45″ N, 9° 26′ 33″ O | Heinsen 38  | Durchmesser ca. 12 m und Höhe ca. 0,7 m. Kuppe abgeflacht. | 28968067 | BW   |
| 51° 51′ 46″ N, 9° 26′ 30″ O | Heinsen 39  | Durchmesser ca. 6 m und Höhe ca. 0,4 m. Steinhügel. | 28968068 | BW   |
| 51° 51′ 47″ N, 9° 26′ 30″ O | Heinsen 40  | Durchmesser ca. 7 m und Höhe ca. 0,4 m. Steinhügel. | 28968069 | BW   |
| 51° 51′ 48″ N, 9° 26′ 28″ O | Heinsen 41  | Durchmesser ca. 4 m und Höhe ca. 0,2 m. Steinhügel. | 28968070 | BW   |
| 51° 51′ 47″ N, 9° 26′ 32″ O | Heinsen 42  | Durchmesser ca. 10 m und Höhe ca. 0,7 m. Steinhügel. Kuppe stark abgeflacht. | 28968071 | BW   |
| 51° 51′ 48″ N, 9° 26′ 42″ O | Heinsen 43  | Durchmesser ca. 14 m und Höhe ca. 0,6 m. Steinhügel. In der Mitte ein alter Kopfstich mit ca. 4 m Dm. und ca. 0,25 m T. | 28968072 | BW   |
| 51° 51′ 48″ N, 9° 26′ 44″ O | Heinsen 44  | Durchmesser ca. 10 m und Höhe ca. 0,4 m. Steinhügel mit stark abgeflachter Kuppe. | 28968168 | BW   |
| 51° 51′ 51″ N, 9° 26′ 46″ O | Heinsen 45  | Durchmesser ca. 10 m und Höhe ca. 0,4 m. Steinhügel. Südl. und westl. zwei längliche Steinhaufen, bei denen es sich möglicherweise um Bestattungen handelt. Allerdings ohne weitere Untersuchungen nicht zu klären.                                                       | 28968169 | BW   |
| 51° 51′ 52″ N, 9° 26′ 41″ O | Heinsen 46  | Durchmesser ca. 13 m und Höhe ca. 0,6 m. Steinhügel. In der Mitte ein alter Kopfstich mit ca. 4 m Dm. und 0,2 m T. | 28968170 | BW   |
| 51° 51′ 52″ N, 9° 26′ 43″ O | Heinsen 47  | Durchmesser ca. 6 m und Höhe ca. 0,4 m. Steinhügel. Rand gestört. | 28968171 | BW   |
| 51° 51′ 42″ N, 9° 26′ 12″ O | Heinsen 48  | Durchmesser ca. 17 m und Höhe ca. 0,7 m. Alter Kopfstich, Dm. 3 m, T. ca. 0,3 m. | 28968172 | BW   |
| 51° 51′ 43″ N, 9° 26′ 13″ O | Heinsen 49  | Durchmesser ca. 18 m und Höhe ca. 0,6 m. Flach gewölbt. | 28968174 | BW   |
| 51° 51′ 39″ N, 9° 26′ 16″ O | Heinsen 50  | Durchmesser ca. 12 m und Höhe ca. 0,7 m. Alter Kopfstich Dm. ca. 3 m und T. ca. 0,2 m. | 28968185 | BW   |
| 51° 51′ 44″ N, 9° 26′ 31″ O | Heinsen 51  | Durchmesser ca. 127 m und Höhe ca. 0,5 m. Steinhügel. | 28968184 | BW   |
| 51° 51′ 42″ N, 9° 26′ 44″ O | Heinsen 52  | Durchmesser ca. 11 m und Höhe ca. 0,5 m. | 28968186 | BW   |